# Unabhängige Wahlkommission (Elfenbeinküste)
Die Unabhängige Wahlkommission der Elfenbeinküste (französisch Commission Électorale Indépendante de Côte d’Ivoire) oder kurz CEI ist eine ivorische Behörde. Sie war für die Durchführung der Präsidentschaftswahlen in der Elfenbeinküste 2010 zuständig. Ihr Präsident ist Youssouf Bakayoko, ein Parteimitglied der Parti Démocratique de Côte d’Ivoire.

## Geschichte
Die Unabhängige Wahlkommission wurde als verfassungsmäßiges Organ zur Organisierung der Wahlen am 9. Oktober 2001 gegründet.
Vor dem ivroischen Militärputsch im Dezember 1999, wurde die Organisation der Wahlen vom Innenministerium wahrgenommen.
Yacouba Bamba, Sprecher der Wahlkommission gab am 29. November 2010 im Fernsehen bekannt, dass Alassane Ouattara, nach ersten Teilergebnissen, mit 60 Prozent in Führung lag.
Am Abend des 30. Novembers scheiterte der erste Versuch im Sitz der Wahlkommission CEI die Endergebnisse der Präsidentschaftswahlen 2010 bekanntzugeben. Anwesend waren die Kameras des staatlichen Rundfunks Radiodiffusion-Télévision ivoirienne (RTI) und verschiedener internationaler Sender wie RFI, BBC, CNN und Radio24. Bei der Verkündung der ersten Teilergebnisse durch den Sprecher der CEI hinderte ihn Damana Adia Pickass, ein Anhänger des damaligen Präsidenten Laurent Gbagbo, mit Gewalt und den Worten „Wir haben diese Ergebnisse nicht autorisiert.“ am Weitermachen. Anwesende Sicherheitskräfte der Republikanischen Garde griffen nicht ein. Danach mussten alle Beobachter, Journalisten und Fernsehkameras das Gebäude verlassen.
In der Nacht vom 1. auf den 2. Dezember 2010 verkündete der Vorsitzende Bakayoko den Sieg von Alassane Ouattara mit 54 Prozent. Für Verwirrung sorgte der Umstand, dass Bakayoko das Ergebnis im Hotel du Golf bekanntgab, in dem Ouattara seine Basis bezogen hat. Dabei waren keine Kameras des staatlichen Fernsehsenders RTI anwesend. Gegen diesen Entscheid legte Gbagbo bei dem, mit Paul Yao-Ndré von einem seiner Vertrauten geleiteten Verfassungsrat Beschwerde ein. Der Verfassungsrat entsprach dem Antrag, wegen der nicht fristgerechten Verkündung, und das Land hatte seitdem zwei Präsidenten. Die Folge war eine monatelange, blutige Regierungskrise.

## Kritik
Die Wahlkommission wird von einigen politischen Beobachtern als nicht wirklich unabhängig eingeschätzt, da sie von Anhängern der Opposition dominiert sei. Gbagbo hatte die CEI erst im Frühjahr 2010 aufgelöst und mit Youssouf Bakayoko  neu besetzt, weil er der Organisation unter der Leitung von Robert Mambé vorgeworfen hatte, 430.000 Menschen aus dem tendenziell Ouattara unterstützenden Norden fälschlicherweise in das Wahlverzeichnis aufgenommen zu haben.